# Sainte-Geneviève (Mancha)
Sainte-Geneviève é uma comuna francesa na região administrativa da Normandia, no departamento da Mancha. Estende-se por uma área de 4,95 km². Em 2010 a comuna tinha 322 habitantes (densidade: 65,1 hab./km²).